# Алматы (женский волейбольный клуб)
«Алматы» (каз. «Алматы») — женский волейбольный клуб из Алматы, выступающий в
Национальной лиге Казахстана.

## История
Волейбольный клуб «Алматы», является преемником команды «Алматиночка АС», созданной в сентябре 2006 г.
В настоящее время в систему клуба входят 2 команды по классическому волейболу, принимающие участие в Национальной лиге и Высшей лиге до 23 лет, а также 3 пары по пляжному волейболу.

## Достижения
- Чемпион Высшей лиги "А" Казахстана (1) — 2013
- Серебряный призёр чемпионата Казахстана (1) — 2009
- Финалист Кубка Казахстана (1) — 2013
- Серебряный призёр Высшей лиги "А" Казахстана (1) — 2014
- Бронзовый призёр чемпионата Казахстана (2) — 2010, 2014
- Бронзовый призёр Высшей лиги Казахстана до 23 лет (1) — 2018
- Бронзовый призёр чемпионата Казахстана по пляжному волейболу (1) — 2018
- Бронзовый призер Кубка Казахстана по пляжному волейболу (1) — 2018
- Чемпион Высшей лиги Казахстана до 23 лет (1) — 2019
- Бронзовый призер Кубка Казахстана по пляжному волейболу (2) — 2019
- Серебряный призер чемпионата Казахстана по пляжному волейболу (1) — 2019
- Серебряный призёр Высшей лиги Казахстана до 23 лет (1) — 2020
- Бронзовый призер Кубка Казахстана (1) — 2020
- Бронзовый призёр Высшей лиги Казахстана до 23 лет (2) — 2021
- Бронзовый призёр Высшей лиги Казахстана до 23 лет (3) — 2022
- Бронзовый призер чемпионата Казахстана по пляжному волейболу (2) — 2022
- Финалист Кубка Казахстана (2) — 2023
- Обладатель Суперкубка Казахстана (1) - 2023

## Сезон-2023/24

### «Алматы» Переходы
Ушли: связующая: Виктория Сыроешкина, центральные блокирующие: Яна Петренко (пауза в карьере), Александра Сергеева, Анастасия Морозова, Майра Колдина, нападающие: Ксения Павленко, Аружан Касымхан, Ардак Маратова, Алина Можега, либеро: Александра Куракова.
Пришли: связующая Ирина Кузнецова, центральная блокирующая: Татьяна Машкова (Жетысу), Валерия Настенко, нападающие: Анастасия Кудряшова, Регла Ортис, Дженнифер Альварес, Валентина Тимашевская, Марина Андреева, либеро: Жаннель Ногайбаева, Анэль Мухамедиярова.
| №  | Имя, фамилия          | Год рождения | Рост | Амплуа                  | Гражданство |
| -- | --------------------- | ------------ | ---- | ----------------------- | ----------- |
| 7  | Екатерина Рак         | 1993         | 185  | нападающая              | Казахстан   |
| 8  | Анэль Мухамедиярова   | 2003         | 173  | либеро                  | Казахстан   |
| 9  | Динара Кожанбердина   | 1998         | 175  | связующая               | Казахстан   |
| 10 | Регла Ортис           | 1999         | 179  | нападающая              | Куба        |
| 11 | Инна Яковлева         | 1988         | 177  | нападающая              | Казахстан   |
| 12 | Валерия Настенко      | 1999         | 183  | центральная блокирующая | Казахстан   |
| 13 | Татьяна Машкова       | 1988         | 188  | центральная блокирующая | Казахстан   |
| 15 | Валентина Тимашевская | 2004         | 183  | нападающая              | Казахстан   |
| 16 | Марина Андреева       | 1985         | 175  | нападающая              | Казахстан   |
| 17 | Жаннель Ногайбаева    | 2002         | 172  | либеро                  | Казахстан   |
| 18 | Анастасия Кудряшова   | 1999         | 192  | нападающая              | Россия      |
| 19 | Дженнифер Альварес    | 1993         | 188  | нападающая              | Куба        |
| 21 | Татьяна Демьянова     | 1996         | 183  | нападающая              | Казахстан   |
| 99 | Ирина Кузнецова       | 1991         | 175  | связующая               | Казахстан   |

Главный тренер — Рафаиль Гилязутдинов
- Тренер-консультант — Анатолий Дьяченко
- Старший тренер — Дмитрий Завгородний
- Тренер-статистик — Сергей Ползиков
- Врач — Нуржан Кенжеев
- Массажист — Жанибек Жангазинов